# 레이샤 (음악 그룹)
레이샤(Laysha)는 JS 엔터테인먼트가 결성한 대한민국의 4인조 걸 그룹이다. 지금은 더블미디어 엔터테인먼트 자회사 에스미디어 엔터테인먼트가 운영하고 있다. 이 그룹은 현재 4명의 멤버로 구성된다: 고은, 채진, , 빛나, 지안. 2015년 5월 12일, 싱글 LAYSHA를 통해 데뷔했다.2023년 6월 신곡 '붉은 꽃'을 발표하며 화려하게 컴백하였다.

## 구성원

### 현재 구성원
- 고은(본명: 김고은)
- 채진(본명: 김채진)
- 빛나(본명: 오혜지)
- 지안(본명: 홍예진)

### 과거 구성원
- 초임
- 유빈
- 슬기
- 솜
- 혜리
- 하영
- 보름
- 라혀
- 시아

## 디스코그래피
싱글
- 2015: LAYSHA
- 2015: Turn up the Music
- 2016: Party Tonight
- 2016: Chocolate Cream
- 2017: Pink Label
- 2019: FREEDOM (프리덤)
- 2023: 붉은 꽃
- 2023: Yes or Not

## 비디오그래피
비디오클립
| 2015 | "Turn Up the Music"              | 非앨범 싱글 |
| 2016 | "Chocolate Cream (feat. NASSUN)" | 非앨범 싱글 |
| 2017 | "Party Tonight (리메이크 버전)"  | 非앨범 싱글 |
| 2017 | "PINK LABEL"                     | 非앨범 싱글 |
| 2019 | "FREEDOM (프리덤)"               | 非앨범 싱글 |